# Ahmed Sékou Touré
Ahmed Sékou Touré, gvinejski diktatorski predsednik, * 9. januar 1922, Faranah, Gvineja, † 26. marec 1984, Cleveland, Ohio, ZDA.

## Življenjepis
Touré je postal z neodvisnostjo Gvineje, leta 1958, prvi predsednik te revne afriške države. Touré naj bi v mladih letih pogosto prebiral dela Marxa in Lenina in tako postal goreč privrženec ideje komunizma. Že leta 1945 je postal eden od ustanoviteljev delavskega sindikata, leta 1952 pa vodja Gvinejske demokratske stranke. 
Sloves diktatorja si je pridobil z ustanovitvijo gvinejske tajne službe, ki naj bi bila urejena po vzoru sovjetske, v zgodnjih 60. letih pa je vzpostavil še mrežo delovnih taborišč za politične nasprotnike, ki so delovala ves čas njegove vladavine. Touré se je paranoično bal izgube oblasti in se je zanašal predvsem na učinkovitost represivnega aparata. Tudi mnogi pripadniki višjih slojev njegovega režima so končali v taboriščih, v Tourejevem času pa je iz države zbežalo okoli milijon ljudi, tako zaradi političnih kot ekonomskih razlogov. 
Med letoma 1965 in 1975 je prekinil vse odnose s Francijo, katere kolonija je bila Gvineja pred osamosvojitvijo. Odnose je po tem letu sicer spet vzpostavil, vendar z njo ni hotel gospodarsko sodelovati. Politično in gospodarsko se je najbolj naslanjal na socialistične države, zelo močno navezo pa je sklenil z Gano. Z ganskim predsednikom Kwamejem Nkrumahom sta spletla prijateljske vezi, zaradi česar so se kasneje odnosi med državama skrhali. Po državnem udaru v Gani, leta 1966 se je Nkrumah namreč zatekel v Gvinejo, v Gani pa so v zameno za to aretirali celotno gvinejsko delegacijo.
Touré je imel podobne nihajoče odnose tudi z ZDA. Eisenhoverjeve administracije ni maral, medtem, ko je imel predsednika Johna F. Kennedyja za prijatelja in zaveznika. Tako se je v tem času, leta 1962 (po delavskih protestih v Gvineji), celo odrekel prijateljstvu s Sovjetsko zvezo, ki naj bi delavce ščuvala proti njemu. Takrat se je močneje naslonil na ZDA, ki pa so spet postale sovražnik po smrti predsednika Kennedyja.
Kljub vsemu naštetemu pa je obdobje vladavine človeka, ki je Gvineji prinesel samostojnost, pomenilo čas stabilnosti. Sicer tudi revščine, ampak v njej so bili vsi enaki in še danes se nekdanjega predsednika mnogi prebivalci Gvineje spominjajo z naklonjenostjo. Ahmed Sekou Toure je umrl leta 1984 v Clevelandu v ZDA med operacijo srca.